# Дамянув
Дамянув (пол. Damianów) — село в Польщі, у гміні Троянув Ґарволінського повіту Мазовецького воєводства.
Населення — 427 осіб (2011).
У 1975-1998 роках село належало до Седлецького воєводства.

## Демографія
Демографічна структура станом на 31 березня 2011 року:
|          | Загалом | Допрацездатний вік | Працездатний вік | Постпрацездатний вік |
| -------- | ------- | ------------------ | ---------------- | -------------------- |
| Чоловіки | 218     | 52                 | 138              | 28                   |
| Жінки    | 209     | 53                 | 104              | 52                   |
| Разом    | 427     | 105                | 242              | 80                   |